# Сикия (деревня)
Сикия — деревня в Муслюмовском районе Татарстана. Входит в состав Уразметьевского сельского поселения.

## География
Находится в восточной части Татарстана на расстоянии приблизительно 32 км на восток-северо-восток по прямой от районного центра села Муслюмово у речки Сикия.

## История
Известна с 1735 года. В XVIII—XIX веках жители относились к сословию тептярей и башкирам.
В «Списке населенных мест по сведениям 1870 года», изданном в 1877 году, населённый пункт упомянут как деревня Сикия (Секия) 1-го стана Мензелинского уезда Уфимской губернии. Располагалась при речке Сикие, по правую сторону почтового тракта из Мензелинска в Бирск, в 50 верстах от уездного города Мензелинска и в 17 верстах от становой квартиры в деревне Поисева. В деревне, в 92 дворах жили 562 человека (288 мужчин и 274 женщины, тептяри), были мечеть, училище, водяная мельница. Жители занимались земледелием, скотоводством, пчеловодством.
По сведениям переписи 1897 года, в деревне Сикия Мензелинского уезда Уфимской губернии жили 661 человек (328 мужчин и 333 женщины), из них 656 мусульман.

## Население
Постоянных жителей было: в 1795 году- 169, в 1816 — 94 души мужского пола, в 1834—250, в 1859—454, в 1870—562, в 1897—661, в 1913—922, в 1920—927, в 1926—742, в 1938—710, в 1949—435, в 1958—378, в 1970—282, в 1979—201, в 1989—162, 126 в 2002 году (татары 100 %), 88 в 2010.